# Nils Winter
Nils Winter (né le 27 mars 1977 à Buxtehude) est un athlète allemand spécialiste du saut en longueur.
Septième des Championnats d'Europe en salle 2005, il remporte quelques semaines plus tard le concours de la longueur de la Coupe d'Europe des nations de Florence. Il établit la meilleure performance de sa carrière le 11 juin 2005 en sautant 8,21 lors du meeting de Bad Langensalza. Il a également remporté à trois reprises les championnats nationaux d'Allemagne (de 2003 à 2005).
En 2009, Nils Winter remporte la médaille d'argent des Championnats d'Europe en salle de Turin avec la marque de 8,22 m, devancé nettement par son compatriote Sebastian Bayer, auteur d'un nouveau record d'Europe.

## Palmarès
- Championnats d'Europe d'athlétisme en salle de 2009 à Turin :
  -  Médaille d'argent du saut en longueur